# Municipio de Des Moines (condado de Van Buren)
El municipio de Des Moines (en inglés: Des Moines Township) es un municipio ubicado en el condado de Van Buren en el estado estadounidense de Iowa. En el año 2010 tenía una población de 247 habitantes y una densidad poblacional de 1,98 personas por km².

## Geografía
El municipio de Des Moines se encuentra ubicado en las coordenadas 40°39′50″N 92°0′20″O / 40.66389, -92.00556. Según la Oficina del Censo de los Estados Unidos, el municipio tiene una superficie total de 125.06 km², de la cual 124,53 km² corresponden a tierra firme y (0,42 %) 0,53 km² es agua.

## Demografía
Según el censo de 2010, había 247 personas residiendo en el municipio de Des Moines. La densidad de población era de 1,98 hab./km². De los 247 habitantes, el municipio de Des Moines estaba compuesto por el 97,57 % blancos, el 0,4 % eran afroamericanos, el 1,21 % eran asiáticos y el 0,81 % eran de una mezcla de razas. Del total de la población el 0 % eran hispanos o latinos de cualquier raza.